# Peter Märkert

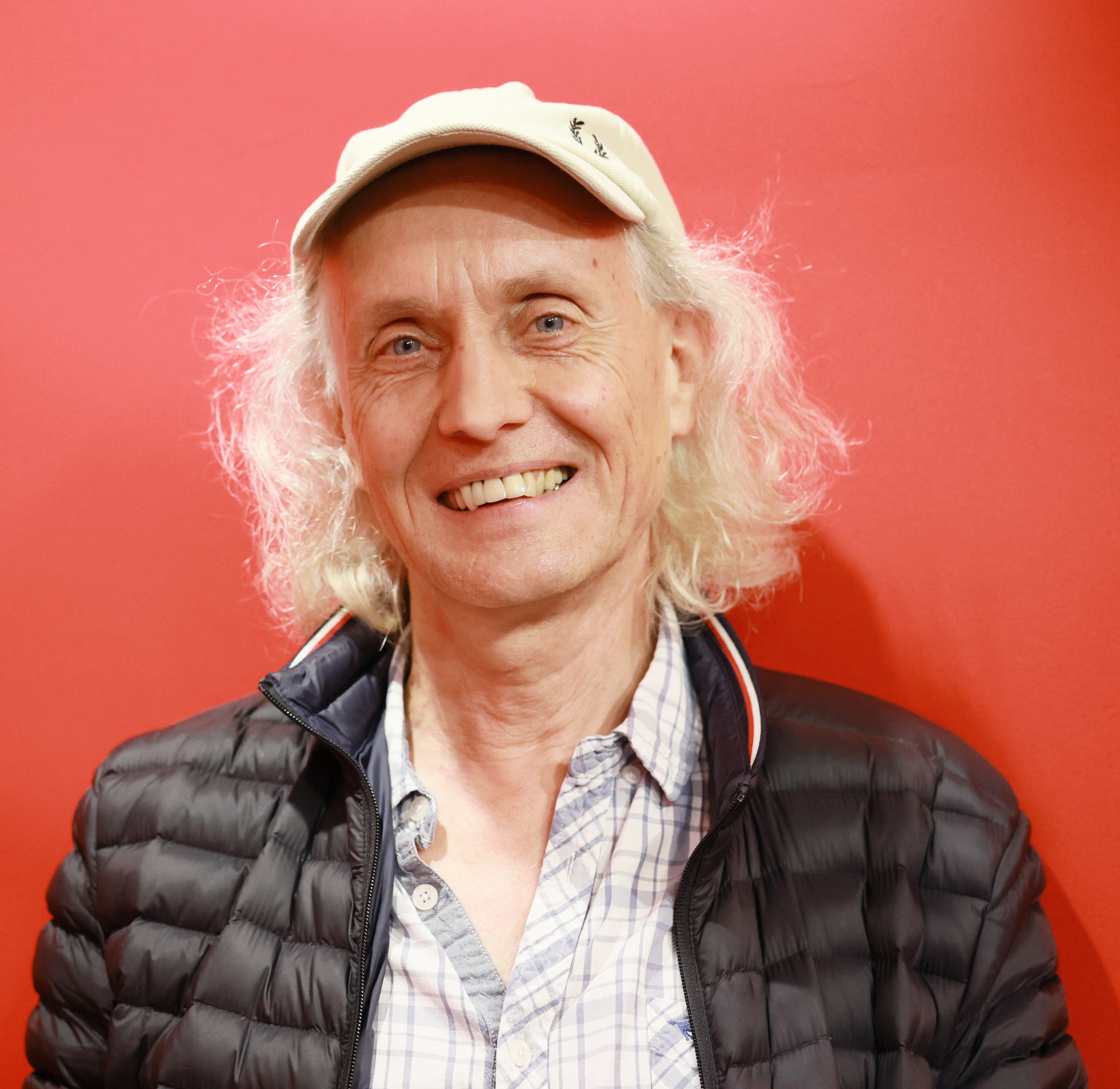
Peter Märkert, 2023

Peter Märkert (* 1955) ist ein deutscher Schriftsteller. Er hat acht Romane veröffentlicht, darunter sechs Justizkrimis um die Bewährungshelferin Marie Marler und Hauptkommissar Christian Kramer.

## Leben
Peter Märkert studierte Informatik und Sozialarbeit. Er arbeitete als Taxifahrer, Fernsehtechniker, Sozialarbeiter in einer Haftanstalt und als Bewährungshelfer. Peter Märkert lebt in Bochum. Er ist der Bruder des Schriftstellers Klaus Märkert.

## Werke

### Romane
- 2003: Revolte in der Kastanienallee
- 2006: Lauter

### Kriminalromane
- 2010: Jeder Einzelne
- 2012: Schweigen ist Tod
- 2015: Unter die Räder gekommen
- 2018: Janina tot
- 2021: Vorbelastet
- 2023: Natalies Traum

## Belege
1. ↑  Bericht in Holger Ucher‘s Literatur Blog über die Nacht der Autoren in Gelsenkirchen im Juni 2010 (abgerufen am 12. Februar 2011)

| Personendaten    | Personendaten            |
| ---------------- | ------------------------ |
| NAME             | Märkert, Peter           |
| KURZBESCHREIBUNG | deutscher Schriftsteller |
| GEBURTSDATUM     | 1955                     |